# Karliny kameny
Karliny kameny (historyczna nazwa niem. Hirschsteine) – szczyt (góra) o wysokości 1091 m n.p.m. (podawana jest też wysokość 1083,0 m n.p.m. , 1079 m n.p.m., 1078,5 m n.p.m.  lub 1078 m n.p.m. ), będący grupą skalną w paśmie górskim Wysokiego Jesionika (cz. Hrubý Jeseník), w północno-wschodnich Czechach, w Sudetach Wschodnich, na Śląsku, w obrębie gminy Vrbno pod Pradědem, blisko osady Bílý Potok, oddalony o około 7,8 km na północny wschód od szczytu góry Pradziad (cz. Praděd). Rozległość góry (powierzchnia stoków) szacowana jest na około 2,1 km², a średnie nachylenie wszystkich stoków wynosi około 13°.

## Charakterystyka

### Lokalizacja

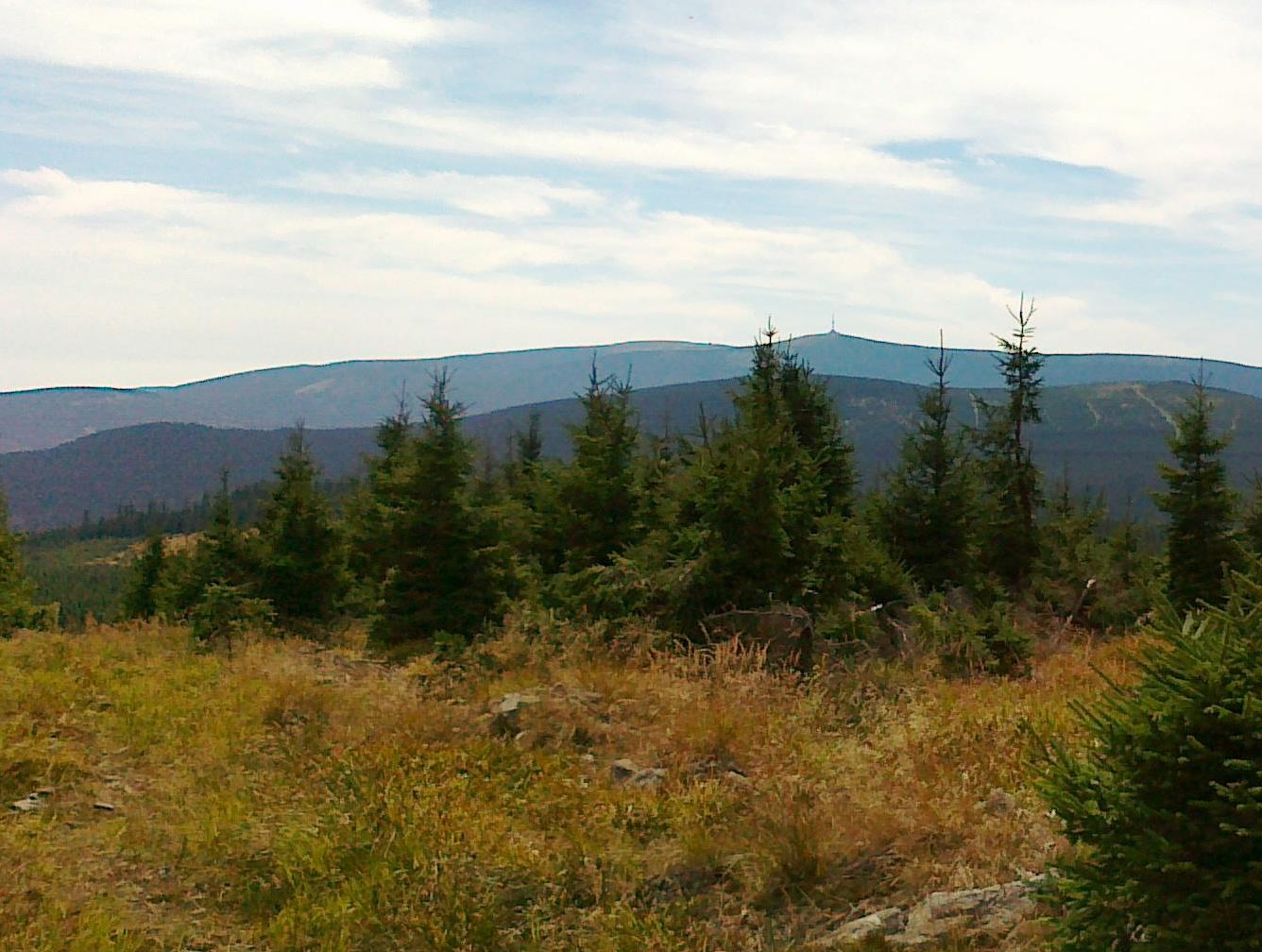
Widok ze ścieżki głównej prowadzącej na szczyt góry Orlík, na szczyty gór: Vysoká hole, Petrovy kameny, Pradziad i Malý Děd (poniżej grzbiet ze szczytami: Karliny kameny, Černý vrch i Jelení loučky) (2015 rok)

Góra Karliny kameny położona jest w północno-wschodnim rejonie całego pasma Wysokiego Jesionika, leżąca w części Wysokiego Jesionika, w północnym obszarze (mikroregionu) o nazwie Masyw Orlíka (cz. Medvědská hornatina), na ramieniu bocznym grzbietu góry Jelení loučky, ciągnącego się od góry Jelení kameny do góry Kamenec (3), w ciągu szczytów (Jelení kameny → Karliny kameny → Černý vrch → Jelení loučky → Děrná → Malé Bradlo → Kamenec (3)). Karliny kameny są górą trudno rozpoznawalną, leżącą nieopodal przebiegającej drogi nr 451 Nové Heřminovy – Vidly, ale z niej niewidoczną, przysłoniętą przez górę Jelení kameny i często z nią myloną. Ponadto leży ona blisko górującej obok pary szczytów Černý vrch – Jelení loučky, pomimo jednak tego trudno ją bliżej zlokalizować. Kopułę szczytową góry można łatwo dostrzec np. ze ścieżki grzbietowej wiodącej na szczyt góry Orlík. Jest szczytem rozpoznawalnym m.in. z drogi okalającej połać szczytową góry Pradziad (szczyt widoczny poniżej linii patrzenia w kierunku góry Medvědí vrch), a z innego charakterystycznego punktu widokowego – z drogi okalającej szczyt góry Dlouhé stráně niewidoczny, bo przysłonięty górą Malý Děd. 
Górę ograniczają: od północy dolina potoku o nazwie Bílý potok, od północnego wschodu przełęcz o wysokości 893 m n.p.m. w kierunku szczytu Javůrka, od południowego wschodu dwie przełęcze, pierwsza o wysokości 912 m n.p.m. w kierunku szczytu Jelení kameny i druga o wysokości 910 m n.p.m. w kierunku szczytu Skály (1), od południa dolina potoku Skalní potok oraz od zachodu przełęcz o wysokości 1058 m n.p.m. w kierunku szczytu Černý vrch. W otoczeniu góry znajdują się następujące szczyty: od północnego zachodu Černý vrch i Ostruha–JV, od północy Medvědí louka, od północnego wschodu Medvědí vrch, Medvědí vrch–JV i Javůrka, od wschodu Pytlák, od południowego wschodu Pytlák–JZ, Jelení kameny i Skály (1), od południa Zadní plošina i Zlatá stráň–JV, od południowego zachodu Zlatá stráň, Zlatá stráň–V, Osikový vrch i Lysý vrch–J oraz od zachodu Lysý vrch.

### Stoki
W obrębie góry można wyróżnić cztery następujące zasadnicze stoki:
- północno-wschodni
- wschodni
- południowo-wschodni o nazwie Liščí spády
- południowy o nazwie Skály

Występują tu wszystkie typy zalesienia: bór świerkowy, las mieszany oraz las liściasty, przy czym zdecydowanie dominuje zalesienie gęstym borem świerkowym. Na wszystkich stokach poza borem świerkowym występują obszary pokryte lasem mieszanym, a na stokach wschodnim i południowym wraz z obniżaniem wysokości pojawiają się nawet obszary pokryte lasem liściastym. Na wszystkich stokach występują polany i przecinki. Ponadto na grzbiecie pomiędzy szczytami Karliny kameny i Jelení kameny (stok południowo-wschodni) występują liczne grupy skalne, jak również kilkusetmetrowa grupa skalna na stoku południowym, zlokalizowana przy granicy rezerwatu przyrody Skalní potok (cz. Přírodní rezervace Skalní potok) oraz nieco niżej na tym stoku kilka innych grup skalnych. W obrębie góry brak jest natomiast większych pojedynczych skalisk. 
Stoki mają stosunkowo jednolite i bardzo zróżnicowane nachylenia. Średnie nachylenie stoków waha się bowiem od 8° (stok południowo-wschodni) do 20° (stok północno-wschodni). Średnie nachylenie wszystkich stoków góry (średnia ważona nachyleń stoków) wynosi około 13°. Maksymalne średnie nachylenie stoku południowego przy grupie skalnej, na wysokościach około 850 m n.p.m., na odcinku 50 m nie przekracza 45°. Stoki pokryte są siecią dróg (m.in. Černohorská cesta, Jelení cesta czy Skalní cesta) oraz na ogół nieoznakowanych ścieżek i duktów. Przemierzając je zaleca się korzystanie ze szczegółowych map, z uwagi na zawiłości ich przebiegu, zalesienie oraz zorientowanie w terenie.

### Szczyt

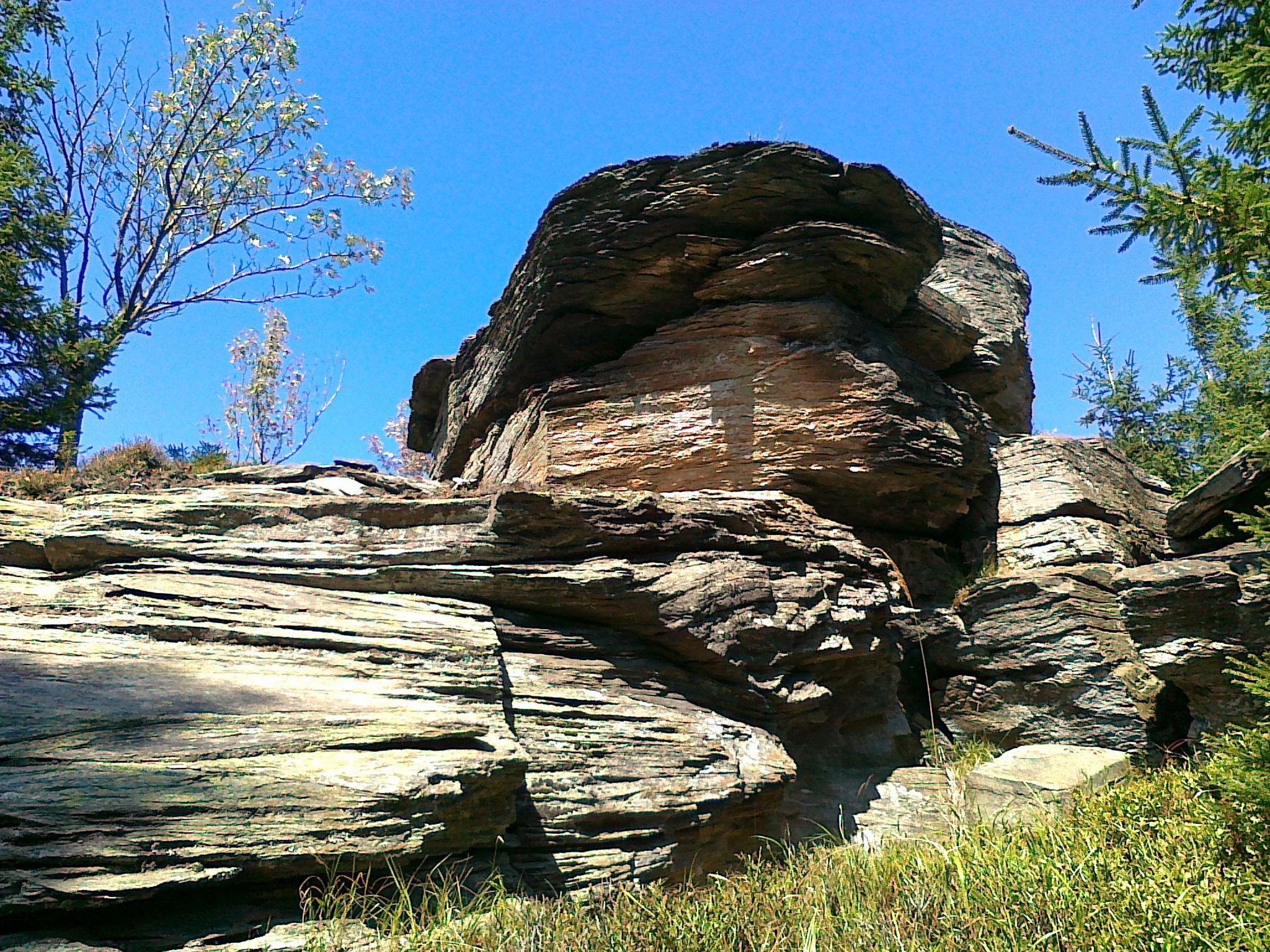
Jedno ze skalisk szczytowych formacji skalnej góry Karliny kameny (2018 rok)

Karliny kameny są górą o pojedynczym szczycie. Na szczyt nie prowadzi żaden znakowany szlak turystyczny. Szczyt góry jest rozległą, spiętrzoną grupą skalną o przybliżonych wymiarach poziomych (168 × 82) m, otoczoną borem świerkowym oraz pokrytą wokół trawą wysokogórską. Skaliska miejscami osiągają wysokość nawet do 20 m. Istnieje dojście do punktu wierzchołkowego skaliska szczytowego, który jest wybitnym punktem widokowym. Roztaczają się z niego malownicze perspektywy na okoliczne szczyty, takie jak m.in. Pradziad, Lyra, Žárový vrch, Orlík czy Medvědí vrch. Z uwagi na nachylenia skalisk szczytowych, które miejscami są urwiskami zaleca się dużą ostrożność przy wejściu i przejściu przez nie. Na połaci szczytowej nie ma punktu geodezyjnego . Państwowy urząd geodezyjny o nazwie (cz. Český úřad zeměměřický a katastrální (CÚZK)) w Pradze podaje jako najwyższy punkt góry – szczyt – o wysokości 1091,1 m n.p.m. i współrzędnych geograficznych (50°08′28,0″N 17°17′36,8″E/50,141111 17,293556).  
Dojście do szczytowej grupy skalnej następuje z osady Bílý Potok oraz biegnącej z niej trawersującej po stoku drogi o nazwie Jelení cesta, którą należy przebyć odcinek o długości około 3,6 km dochodząc do przecinki stokowej, w którą należy skręcić w prawo i idąc nią dalej – po około 760 m – dojść do skaliska szczytowego. Możliwe jest również alternatywne, trudniejsze dojście do szczytu ścieżką grzbietową po stoku południowo-wschodnim na trasie Jelení kameny – Karliny kameny, które przebiega obok licznych skalisk.

### Geologia
Pod względem geologicznym masyw góry Karliny kameny należy do jednostki określanej jako kopuła Desny i zbudowany jest ze skał metamorficznych, głównie: gnejsów, blasto-mylonitów (biotytów, chlorytów i muskowitów), łupków metamorficznych, skał magmowych, głównie meta-granitoidów oraz skał osadowych, głównie meta-zlepieńców.

### Wody
Grzbiet główny (grzebień) góry Pradziad, biegnący od przełęczy Skřítek do przełęczy Červenohorské sedlo oraz dalej do przełęczy Ramzovskiej (cz. Ramzovské sedlo) jest częścią granicy Wielkiego Europejskiego Działu Wodnego, dzielącej zlewiska Morza Bałtyckiego i Morza Czarnego . 
Szczyt wraz ze stokami góry Karliny kameny położony jest na północny wschód od tej granicy, należy więc do zlewni Morza Bałtyckiego, do którego płyną wody m.in. z dorzecza rzeki Odry, będącej przedłużeniem płynących z tej części Wysokiego Jesionika górskich potoków (m.in. płynących w pobliżu góry potoków Bílý potok czy Skalní potok). Ze stoku wschodniego bierze swój początek krótki, nienazwany potok, będący dopływamem wspomnianego wcześniej potoku o nazwie Bílý potok. U podnóża stoku południowego, na potoku Skalní potok, w odległości około 1,5 km na południe od szczytu, na wysokości około 690 m n.p.m. znajduje się wodospad o nazwie (cz. Vodopád Skalního potoka), który ma wysokość około 2 m.

## Ochrona przyrody
Cała góra znajduje się w obrębie wydzielonego obszaru objętego ochroną o nazwie Obszar Chronionego Krajobrazu Jesioniki (cz. Chráněná krajinná oblast (CHKO) Jeseníky), a utworzonego w celu ochrony utworów skalnych, ziemnych i roślinnych  oraz rzadkich gatunków zwierząt, ze znajdującym się w nim, w dolnej części stoku południowego góry, części rezerwatu przyrody Skalní potok. Na stokach nie utworzono żadnych innych obiektów nazwanych pomnikami przyrody. Ponadto na obszarze góry nie wytyczono żadnych ścieżek dydaktycznych.

### Rezerwat przyrody Skalní potok

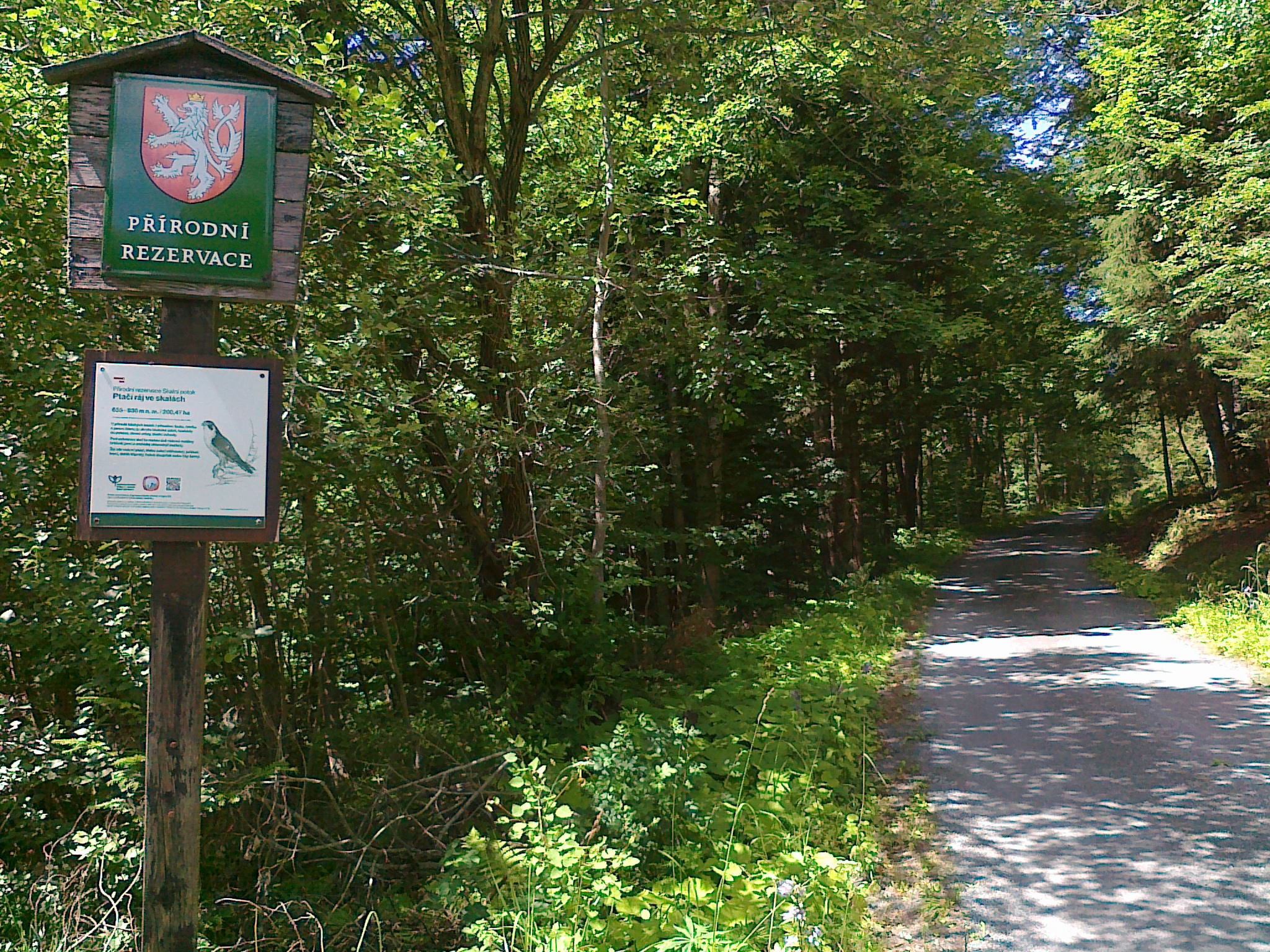
Wejście z drogi nr Nové Heřminovy – Vidly do rezerwatu przyrody Skalní potok (2018 rok)

Rezerwat przyrody Skalní potok położony jest na wysokościach (655–930) m n.p.m. wokół centralnie płynącego potoku Skalní potok i obejmuje swoim zasięgiem poza stokiem góry Karliny kameny również stoki innych gór wraz z niektórymi szczytami: Černý vrch, Skály (1), Jelení kameny, Zadní plošina, Zlatá stráň–JV, Zlatá stráň–V i Zlatá stráň. Jest to obszar powierzchni o areale 198,98 ha. Położony jest w odległości około 6 km na północny wschód od szczytu góry Pradziad i około 1,1 km na południe od szczytu góry Karliny kameny. Rezerwat został utworzony 15 maja 2001 roku w celu ochrony naturalnej struktury lasu żyznej buczyny sudeckiej obejmującej strefę lasu mieszanego jodłowo-bukowego (5. stopień; cz. 5. lesní vegetační stupeň) oraz strefę lasu świerkowo-bukowego (6. stopień) w typologii leśnej oraz jej otoczenia flory i fauny.

## Turystyka
Na górze Karliny kameny nie ma żadnego schroniska turystycznego lub hotelu górskiego. Osada Bílý Potok, leżąca niedaleko góry nie dysponuje odpowiednią bazą turystyczną, bowiem nie ma tam praktycznie żadnych hoteli górskich czy pensjonatów. Przy drodze nr 451 w tej osadzie znajduje się przystanek linii autobusowej z połączeniem do miejscowości: Vrbno pod Pradědem, Jesionik (cz. Jeseník) czy Ołomuniec (cz. Olomouc). Do bazy turystycznej w miejscowości Vrbno pod Pradědem z bazą hoteli i pensjonatów jest od szczytu około 5 km w kierunku południowo-wschodnim. Ponadto do osady Vidly jest od szczytu około 4,3 km w kierunku południowo-zachodnim ze znajdującym się w niej górskim hotelem Vidly. Na obszarze góry nie ma żadnych tzw. chat łowieckich.
Niektóre portale turystyczne poświęcone turystyce górskiej – zarówno polskie, jak i czeskie – polecają trasy zlokalizowane na obszarze góry, za znajdującymi się na nich ciekawymi formacjami skalnymi.

### Szlaki turystyczne i rowerowe oraz trasy narciarskie
W obrębie góry nie ma żadnego szlaku turystycznego ani rowerowego. Klub Czeskich Turystów (cz. Klub Českých Turistů) nie zdecydował się na usytuowanie na niej przystanków, drogowskazów czy skrzyżowań turystycznych oraz postawienie wiat z myślą o turystach. W tej sytuacji miłośnicy górskich wędrówek penetrując teren góry zmuszeni są posiłkować się dostępnymi mapami ułatwiającymi orientację. Jest to szczególnie ważne bowiem góra naszpikowana jest grupami skalnymi, a ponadto ścieżki czy dukty są nieoznakowane i przebiegają terenami zalesionymi. Jedyną wskazówką jest ustawienie orientacyjnie w osadzie Bílý Potok drewnianych tablic z nazwami dróg na które się wstępuje. Ponadto nie wytyczono również na obszarze góry żadnej trasy narciarstwa biegowego, ani żadnej trasy narciarstwa zjazdowego.